# Еон (син Лікімія)
Еон (Ойон, дав.-гр. Οἰωνός, має відмінне написання) — персонаж давньогрецької міфології. Це син Лікімнія. Друг Геракла. На Олімпійських іграх, влаштованих Гераклом, переміг у бігу. Було вбито синами спартанського царя Гіппокоона. Прийшов до Спарти разом із Гераклом. Коли він ходив містом і опинився біля дому Гіппокоонт, на нього напав сторожовий пес, Еон кинув у неї камінь і вбив. Тоді сини Гіппокоона вибігли з дому і палицями забили його до смерті. Погребальний пам'ятник Еону в Спарті знаходився біля святилища Геракла. Див. також Гіппокоон.